# (8877) Rentaro
(8877) Rentaro (1993 BK2) – planetoida z pasa głównego asteroid okrążająca Słońce w ciągu 4,61 lat w średniej odległości 2,77 au. Odkryta 19 stycznia 1993 roku.